# 310P/Hill
310P/Hill, komet Jupiterove obitelji